# Macrosiphum centranthi
Macrosiphum centranthi är en insektsart. Macrosiphum centranthi ingår i släktet Macrosiphum och familjen långrörsbladlöss. Inga underarter finns listade i Catalogue of Life.